# John Paul Kepka
J.P. Kepka, de son nom complet John Paul Kepka, né le 6 mars 1984 à Saint-Louis (Missouri), est un patineur de patinage de vitesse sur piste courte américain.
Il remporte la médaille de bronze en relais sur 5 000 m aux Jeux olympiques d'hiver de 2006 à Turin.
Il est le mari de la patineuse Caroline Hallisey.